# Collie, Western Australia
Collie är en ort i Australien. Den ligger i kommunen Collie Shire och delstaten Western Australia, omkring 160 kilometer söder om delstatshuvudstaden Perth. Antalet invånare är 6 336.
Runt Collie är det mycket glesbefolkat, med 5 invånare per kvadratkilometer.. Collie är det största samhället i trakten. 
I omgivningarna runt Collie växer huvudsakligen savannskog. Genomsnittlig årsnederbörd är 785 millimeter. Den regnigaste månaden är september, med i genomsnitt 152 mm nederbörd, och den torraste är februari, med 7 mm nederbörd.